# Maison des Pierreux
 (23 septembre 2017).
La Maison des Pierreux est un musée français situé au cœur du village de Crazannes, commune rurale et touristique, riveraine de la rive gauche de la Charente, dans la  partie centrale du département de la Charente-Maritime.

## Présentation sommaire du musée
La Maison des Pierreux, qui se nommait auparavant la Maison des vieux métiers, est un musée qui appartient à la commune et qui est mis à la disposition de l'association du Foyer Rural, gestionnaire des collections du musée.
Ce musée technique de la pierre fait partie d'un vaste ensemble muséal lapidaire original dénommé le Pôle Nature de la pierre de Crazannes, ou du Musée de la pierre de Crazannes.
La Maison des Pierreux, qui est située au centre du village de Crazannes, est certes peu connue du grand public bien que ce petit musée soit mentionné dans des guides touristiques comme le Guide Vert Michelin de la Charente-Maritime, le Guide Vert Michelin Poitou-Vendée-Charentes ou encore le Petit Futé Poitou-Charentes.

## Bref historique
Ce petit musée villageois, ouvert au public en période estivale, a été réaménagé après l'ouverture de l'autoroute A837 qui relie les villes de  Saintes et de Rochefort qui fut mise en service en 1997. Le Conseil général du département, appuyé par la société ASF, a mis en valeur le site des carrières de Crazannes, largement relayé par l'office du tourisme de Charente-Maritime.
Ce site des carrières de Crazannes correspond à un espace géographique unique dans la région, s'étendant sur une surface de 110 hectares, à cheval sur les communes de Crazannes et de Port-d'Envaux, sur la rive gauche de la Charente, à quatorze kilomètres au nord-ouest de Saintes.
C'est dans cette perspective que la Maison des Pierreux a pu être aménagée et participe ainsi à la mise en valeur touristique du village qui ne manque pas de centres d'intérêt avec son château Renaissance, le château de Crazannes, surnommé le château du Chat botté, son église Sainte-Madeleine, à l'architecture néo-gothique, de 1874, et son patrimoine rural diversifié, avec ses maisons typiquement saintongeaises, son lavoir et ses fontaines.
En 2006, le Pays de Saintonge romane, appuyé par le Conseil général de la Charente-Maritime, ont grandement contribué à améliorer la visibilité de ce musée. Tout d'abord, la Maison des Pierreux fait partie des deux projets structurants du Pays de Saintonge romane pour la promotion touristique, avec le paléosite de Saint-Césaire. Ensuite, le musée a bénéficié d'un réaménagement de son espace accueil touristique et de la réalisation d'une vidéo, avec le Comité de travail local, retraçant l'histoire de la vie quotidienne des carriers au XIXe siècle et début du XXe siècle, à partir d'un fonds exceptionnel de photographies.

## La muséographie
C'est dans une maison typiquement saintongeaise, en pierre de taille et à deux étages, que sont exposés au premier étage les outils originaux des carriers et des tailleurs de pierre ainsi que de ceux des forgerons et des charrons  tandis qu'à l'étage suivant y sont collectés des documents iconographes et historiques ainsi qu'une vidéo retraçant la vie du village rythmée aux activités des carrières de pierre de taille dont la dernière de la commune a cessé ses fonctions en 1948.
La Maison des Pierreux s'inscrit dans un circuit de découverte commentée du village et de son château en une visite guidée qui a lieu de mai à septembre de chaque année tous les jours de la semaine.
Ce petit musée est également intégré au site des Lapidiales de Port-d'Envaux par un circuit de découverte de 20 kilomètres dénommé le "Chemin de pierre".
Le Pôle Nature la Pierre de Crazannes l'associe également dans un circuit de découverte muséale et touristique.